# Lundberg
Lundberg är ett vanligt svenskt efternamn som kan stavas på något olika sätt. Den 31 december 2012 var det följande antal personer i Sverige med stavningsvarianterna
- Lundberg 21 273
- Lundbergh 68

Tillsammans blir detta 21 341 personer, vilket ger namnet plats nummer 26 på listan över Sveriges vanligaste efternamn.

## Personer med efternamnet Lundberg

### A
- Agneta Lundberg (född 1947), politiker
- Albert Lundberg (1868–1939), ingenjör
- Aleksa Lundberg (född 1981), skådespelare, dramatiker, regissör och journalist
- Alexander Lundberg (född 1986), röstskådespelare
- Alfred Lundberg (1852–1935), skådespelare och teaterdirektör
- Alicia Lundberg (1933–2017), journalist, radio- och tv-presentatör
- Alrik Lundberg (1867–1936), blindfilantrop
- Anders Lundberg (1920–2009), fysiolog
- Andreas Lundberg (född 1975), översättare, förläggare och författare
- Anette Lykke Lundberg (född 1955), filmklippare
- Anna Lundberg (1864–1946), skådespelare och teaterdirektör
- Anne Lundberg (född 1966), programledare och journalist
- Arne Lundberg (1918–2002), svensk politiker
- Arne Lundberg (scoutledare) (1925–1993)
- Arne S. Lundberg (1911–2008), journalist, företagsledare och diplomat
- Artur Lundberg (1901–1981), fiolspelman
- Arvid Lundberg (född 1994), ishockeyspelare
- August Lundberg (1882–1946), konstnär
- August Lundberg (predikant) (1863–1930), predikant och lärare
- August Waldemar Lundberg (1836–1907), ingenjör och arkitekt

### B
- Bengt Lundberg (arkitekt) (1900–1972)
- Bengt Lundberg (ingenjör) (1902–1979)
- Bengt Lundberg (1930–2001), arkitekt
- Bengt Lundberg (journalist) (1918–2001)
- Bernhard Lundbergh (1823–1877), operasångare
- Bertil Lundberg (1922–2000), grafiker
- Birger Lundberg (1908–1982), arkivarie
- Birger Lundberg (redaktör) (1911–1996), redaktör och författare
- Birgitta Lundberg (född 1938), konstnär
- Birgitta Lundberg-Söderström (född 1935), konstnär, tecknare, grafiker oich konsthantverkare
- Bo Lundberg (1907–1991), flygplanskonstruktör och överdirektör
- Britt Hörnblad-Lundberg (1924–1996), konstnär
- Britt Lundberg (född 1963), åländsk politiker

### C
- Camilla Lundberg (född 1950), musikkritiker och folkbildare
- Carin Lundberg (född 1944), politiker
- Carina Lundberg (född 1959), samhällsvetare och företagsledare
- Carl Lundberg, flera personer
  - Carl Lundberg (fackföreningsman) (1859–1926), fackföreningsman
  - Carl Lundberg (skolman) (1843–1922), skolman, rektor för Norra latin
  - Carl Gustaf Lundberg (1891–1956), företagare
  - Carl Johan Lundberg (1843–1897), fabrikör och garvare
  - Carl Oscar Lundberg (1837–1900), byggmästare
  - Carl Richard Lundberg (1889–1958), landskamrerare
- Christer Lundberg (född 1974), radiopratare och sångare
- Claes Lundberg (1944–2024), teaterregissör
- Cliff Lundberg (född 1967), musiker

### D
- Dan Lundberg (född 1959), musiketnolog
- David Lundberg (1895–1970), konstnär
- Dick Lundberg (född 1972), musiker, skådespelare och poet

### E
- Ebbot Lundberg (född 1966), artist, låtskrivare, textförfattare och producent
- Einar Lundberg (1889–1978), arkitekt
- Elin Lundberg (född 1993), ishockeyspelare
- Ellen Lundberg-Nyblom (1869–1933), författare och översättare
- Elof Lundberg (1872–1945), ingenjör och uppfinnare
- Emelie Lundberg (född 1993), fotbollsmålvakt
- Emil Lundberg, flera personer
  - Emil Lundberg (ishockeyspelare född 1982)
  - Emil Lundberg (ishockeyspelare född 1993)
- Emilie Lundberg (1858–1889), författare och skådespelare
- Emma Lundberg (1869–1953), målare och trädgårdsarkitekt
- Erik Lundberg, flera personer
  - Eric Lundberg (1918–1992), skulptör och grafiker
  - Erik Lundberg (arkitekt) (1895–1969), konsthistoriker och arkitekt
  - Erik Lundberg (fotbollsspelare) (född 1994)
  - Erik Lundberg (författare) (1923–2012)
  - Erik Lundberg (läkare) (1889–1951)
  - Erik Lundberg (nationalekonom) (1907–1987)
  - Erik B. Lundberg (1912–1988), kulturminnesvårdare och författare
- Evert Lundberg (1922–2016), konstnär och rektor

### F
- Filip Lundberg (1876–1965), aktuarie
- Folke Lundberg (aktiv 1964), friidrottare
- Frans Lundberg (1851–1922), filmproducent och biografdirektör
- Frans Lundberg (konstnär) (1903–1993), konstnär och textilingenjör
- Fred Børre Lundberg (född 1969), norsk skidåkare
- Fredrik Lundberg, flera personer
  - Fredrik Lundberg (finansman) (född 1951)
  - Fredrik Lundberg (journalist) (född 1970), programdirektör
  - Fredrik Lundberg (veterinär) (1825–1882)
- Fredrika Lundberg (1790–1835), balettdansös
- Fridolf Lundberg (1867–1924), kapellmästare och kompositör

### G
- Georg Lundberg (1867–1917), psykiater
- George A. Lundberg (1895–1966), amerikansk sociolog
- Gerhard Lundberg (1905–1980), konstnär
- Gunnar Lundberg, flera personer
  - Gunnar Lundberg (skådespelare) (1864–1916), svensk skådespelare och teaterdirektör
  - Gunnar Lundberg (författare) (1900–1943), svensk författare
  - Gunnar Lundberg den äldre (född 1926), operasångare
  - Gunnar Lundberg den yngre (född 1958), operasångare
  - Gunnar W. Lundberg (1903–1986), konsthistoriker
- Gustaf Lundberg (1695–1786), konstnär och målare
- Gustaf Lundberg (skogsvetare) (1882–1961), jägmästare och professor
- Gustaf Lundberg (ingenjör) (1901–1961), hållfasthetstekniker
- Göran Lundberg (född 1957), journalist och publicist

### H
- Hans Lundberg (1893–1971), bergsingenjör
- Harald Lundberg (1911–1978), konstnär

- Henrik Lundberg (född 1991), ishockeyspelare
- Hildur Lundberg (1878–1972), bibliotekarie och lärare
- Hjalmar Lundberg (1875–1918), journalist och bibliofil
- Holger A. Lundberg (1884–1958), civilingenjör och uppfinnare
- Hugo Lundberg (1866–1958), ingenjör
- Håkan Lundberg (född 1965), låtskrivare och musikproducent
- Håkan Lundberg (enduroförare) (född 1959)

### I
- Ingemar Lundberg (född 1927), författare
- Inger Lundberg (1948–2006), politiker
- Ingvar Lundberg (1934–2012), professor i psykologi
- Ivar Lundberg, flera personer
  - Ivar Lundberg (ingenjör) (1884–1948)
  - Ivar Lundberg (löpare) (1878–1952), löpare

### J
- Jakob Lundberg (1792–1893), skulptör
- Jan Lundberg (född 1951), scenograf
- Jan-Åke Lundberg (född 1954), fotbollsspelare
- Jessica Lundberg (född 1985), fotbollsspelare
- Joakim Lundberg (född 1974), ishockeyspelare
- Johan Lundberg, flera personer
  - Johan Lundberg (1712–1737), porträttmålare och etsare
  - Johan Lundberg (kyrkomålare)
  - Johan Lundberg (litteraturvetare) (född 1960), kulturskribent, chefredaktör och docent
  - Johan Lundberg (musikalartist) (född 1984)
  - Johan Gustaf Lundberg (1800–1880), präst och politiker
  - Johan Lorents Lundberg (1857–1905), skeppsredare och lokalpolitiker
  - Johan Petter Lundberg (1819–1905), byggmästare, hemmansägare och politiker
  - Johan Wilhelm Lundberg (1818–1882), boktryckare
  - Johan Wilhelm Lundberg (konstnär) (1746–1828), tecknare, etsare och silhuettklippare
- Johanna Charlotta Lundberg (1795–1846), konstnär
- Johanna Hermann Lundberg (född 1964), röstaktör och programpresentatör
- Johannes Lundberg (1886–1948), teolog
- John Lundberg (1905–1974), ombudsman och politiker
- John Lundberg (konstnär) (1909–1998), tecknare och konstnär
- Johnny Lundberg (född 1982), fotbollsspelare
- Jonatan Lundberg (född 1979), musiker och skådespelare
- Jonathan Lundberg (fotbollsspelare) (född 1997)
- Jonathan Lundberg (journalist) (född 1995)
- Justus Lundberg (1887–1966), lärare

### K
- Kalle Lundberg (född 1992), röstskådespelare
- Karl Lundberg (1873–1939), företagsledare
- Karl L. Lundberg (1851–1928) industriidkare
- Karl Magnus Lundberg (1817–1873), affärsman
- Kerstin Lundberg (1872–1938), konstnär
- Kerstin Lundberg Hahn (född 1962), barn- och ungdomsförfattare
- Kerstin Lundberg-Stenman (1926–2007), konstnär och konsthantverkare
- Kerstin M. Lundberg (född 1942), radiojournalist
- Kjell Lundberg (1911–1990), konstnär
- Knud Lundberg (1920–2002), dansk fotbollsspelare
- Konrad Lundberg (1937–2003), konstnär
- Kristian Lundberg (1966–2022), författare och litteraturkritiker
- Kristina Lundberg (född 1985), ishockeyspelare
- Kurt Lundberg (1919–2003), konstnär

### L
- Lars Erik Lundberg (byggmästare) (1920–2001), byggmästare
- Lars-Erik Lundberg (skådespelare) (född 1940), barnskådespelare
- Lars-Gunnar Lundberg (född 1952), ishockeyspelare
- Lars Gösta Lundberg (född 1938), konstnär
- Lars Åke Lundberg (1935–2020), präst, kompositör och vissångare
- Lasse Lundberg (född 1944), filmklippare och producent
- Lauri Lundberg (1923–2005), arkitekt
- Ledde Lundberg (1926–1992), konstnär
- Lennart Lundberg (1863–1931), pianist, tonsättare och pianopedagog
- Lennart Lundberg (friidrottare) (aktiv 1941), friidrottare
- Linda Strand Lundberg (född 1976), skeptiker
- Lizzie Lundberg (1928–2018), dansk-svensk konstnär och grafiker
- Lotta Lundberg (född 1961), författare
- Lotten Lundberg-Seelig (1867–1924), skådespelare
- Lucie Lundberg (1908–1983), konstnär och illustratör

### M
- Magnus Lundberg, flera personer
  - Magnus Lundberg (kyrkohistoriker) (född 1972)
  - Magnus Lundberg, åländsk politiker
  - Magnus Lundberg i Falkenberg (1820–1912), borgmästare och riksdagsman
- Margareta Lundberg Rodin (född 1951), bibliotekarie, forskare och ämbetsman
- Marie Lundberg (född 1971), barnprogrammakare, filmare och TV-producent
- Martin Lundberg (född 1990), ishockeyspelare
- Mathilda Lundberg (1865–1959), läkare
- Mattias Lundberg (född 1976), musikforskare
- Melchior Lundberg, flera personer
  - Melchior Lundberg den äldre (1746–1812), stolmakare
  - Melchior Lundberg den yngre (1782–1834), stolmakare
- Mia Lundberg (1855–1938), operettsångerska, skådespelare
- Mikael Lundberg (född 1952), konstnär

### N
- Nils Victor Lundberg (1859–1939), skådespelare
- Nils Lundberg (fotbollsspelare)

### O
- Odd Lundberg (1917–1983), norsk skridskoåkare
- Ola Lundberg, flera personer
  - Ola Lundberg (hembygdsforskare) (1852–1921), hembygdsforskare, författare och bokförläggare
  - Ola Lundberg (skådespelare) (1942–2023), ingenjör och röstskådespelare
  - Olof Lundberg (1808–1877), bryggare, krögare och donator
- Orvar Lundberg (1926–2016), officer i flygvapnet
- Oscar Lundberg (1905–1953), konstnär
- Oskar Lundberg (1882–1956), bibliotekarie
- Otto Lundberg (1842–1918), jurist och politiker
- Otto Elg-Lundberg (1855–1942), skådespelare

### P
- Palle Lundberg (född 1960), stadsdirektör
- Patrik Lundberg (född 1983), journalist och författare
- Per Lundberg (1895–1969), präst
- Peter Lundberg (född 1945), militär
- Praya Lundberg (född 1989), thailändsk skådespelare och modell

### R
- Ragnar Lundberg, flera personer
  - Ragnar Lundberg (ämbetsman) (1905–1998), statssekreterare och generaldirektör
  - Ragnar Lundberg (idrottsman) (1924–2011), friidrottare
  - Ragnar Lundbergh (1885–1947), hovrättsråd och revisionssekreterare
- Robert Lundberg (1861–1903), konstnär
- Roland Lundberg (1919–2007), direktör och politiker
- Rudolf Lundberg (1844–1902), fiskeritjänsteman

### S
- Sara Lundberg (född 1971), konstnär
- Sigfrid Lundberg (1895–1979), cyklist
- Signe Lundberg-Settergren (1882–1967), skådespelare
- Sixten Lundberg (född 1961), finlandssvensk skådespelare
- Sofia Lundberg (född 1974), författare
- Sten Lundberg (1920–1999), ämbetsman
- Stina Lundberg Dabrowski (född 1950), journalist och programledare
- Sture Lundberg (1900–1930), konstnär, tecknare och grafiker
- Sven Lundberg, flera personer
  - Sven Lundberg (industriman) (1889–1947), direktör, ingenjör och riksdagspolitiker (höger)
  - Sven Lundberg (1899–1947), företagare inom läderindustrin, kommunalpolitiker
  - Sven Lundberg (socialdemokrat) (1932–2016), socialdemokratisk politiker och riksdagsledamot
  - Sven Lundberg (skådespelare) (född 1952), barnskådespelare
  - Sven Lundberg (VA-ingenjör) (1891–1964), civilingenjör, uppfinnare, godsägare i Harbonäs, Uppland
  - Sven Lundberg (professor) (1900–1978), ingenjör och professor i förbränningsmotorteknik
  - Sven Lundberg (ingenjör) (1912–1993), väg- och vattenbyggnadsingenjör, kommunaltekniker i Stockholm
- Sylvia Lundberg (1902–1984), skådespelare

### T
- Theo Lundberg (1860–1937), tidningsman och skald
- Theodor Lundberg (1852–1926), skulptör och konstprofessor
- Thom Lundberg (född 1978), ekonom och författare
- Tore Lundberg (1907–1996), militär
- Torsten Lundberg, flera personer
  - Torsten Lundberg (präst) (1871–1939), kyrkoherde och författare
  - Torsten Lundberg (jurist) (1908–1979), finländsk borgmästare

### U
- Ulla-Lena Lundberg (född 1947), finländsk författare
- Ulrika Lundberg (1800-talet), sierska
- Uno Lundberg (1907–1997), läkare

### V
- Victor Lundberg (1859–1939), skådespelare
- Viktor Lundberg (född 1991), fotbollsspelare
- Vincent Lundberg (1816–1891), läkare och kirurg

### W
- Walter Lundberg (1877–1930), fabrikör
- Wiktor Lundberg (1890–1976), fotograf
- Wilhelmina Christina Lundberg (1837–1921), konstnär
- Willy Maria Lundberg (1909–2004), journalist

### Z
- Zandra Lundberg (född 1987), journalist

### Å
- Åke Lundberg, flera personer
  - Åke Lundberg (arkitekt) (1917–1998), arkitekt
  - Åke Lundberg (ingenjör) (1904–1988), bergsingenjör
  - Åke Lundberg (militär) (1921–1997), överste

## Annat
- K.M. Lundberg, varuhus i Stockholm 1898–1914
- Tornborg & Lundberg, industriföretag 1882–1979
- L E Lundbergföretagen och Fastighets AB L E Lundberg